# Liste des aéroports aux Seychelles

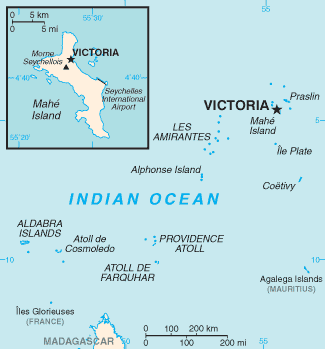
Carte des Seychelles

Voici une liste des aéroports aux Seychelles, triés par emplacement.
Les Seychelles, officiellement la République des Seychelles, sont un archipel de 115 îles de l'océan Indien, à environ 1 500 kilomètres à l'est de l'Afrique continentale, au nord-est de l'île de Madagascar. Les Seychelles ont la plus petite population de tous les États africains.

## Aéroports
| Île                 | OACI | AITA | Nom                                    |
| ------------------- | ---- | ---- | -------------------------------------- |
| Atoll Alphonse      | FSAL |      | Aéroport d'Alphonse (en)               |
| Île de l'Assomption | FSAS |      | Aéroport de l'île de l'Assomption (en) |
| Île Astove          | FSSA |      | Aéroport de l'île Astove (en)          |
| Île aux Oiseaux     | FSSB | BDI  | Aérodrome de l'île aux Oiseaux         |
| Coëtivy             | FSSC |      | Aéroport de Coëtivy (en)               |
| Île d'Arros         | FSDA |      | Aéroport de l'île d'Arros (en)         |
| Île de Denis        | FSSD | DEI  | Aéroport de Denis Island (en)          |
| Île Desroches       | FSDR | DES  | Aéroport de Desroches (en)             |
| Groupe Farquhar     | FSFA |      | Aéroport de Farquhar (en)              |
| Île de Frégate      | FSSF | FRK  | Aéroport de l'Île de Frégate (en)      |
| Mahé                | FSIA | SEZ  | Aéroport international des Seychelles  |
| Île Marie Louise    | FSMA |      | Aéroport de l'île Marie Louise (en)    |
| Île Platte          | FSPL |      | Aéroport de l'île Platte (en)          |
| Praslin             | FSPP | PRI  | Aéroport de Praslin                    |
| Île de Rémire (en)  | FSSR |      | Aéroport de l'île de Rémire (en)       |